# Puentecilla, Huatusco
Puentecilla är en ort i Mexiko.   Den ligger i kommunen Huatusco och delstaten Veracruz, i den sydöstra delen av landet, 240 km öster om huvudstaden Mexico City. Puentecilla ligger 1 016 meter över havet och antalet invånare är 493.
Terrängen runt Puentecilla är huvudsakligen kuperad, men den allra närmaste omgivningen är platt. Terrängen runt Puentecilla sluttar österut. Runt Puentecilla är det ganska tätbefolkat, med 139 invånare per kvadratkilometer. Närmaste större samhälle är Huatusco de Chicuellar, 9,2 km väster om Puentecilla. I omgivningarna runt Puentecilla växer i huvudsak städsegrön lövskog.